# Le Lac Majeur
Le Lac Majeur (Il Lago Maggiore) è un brano musicale in francese del cantante-compositore statunitense Mort Shuman. È apparso nel suo album Amerika del 1972, anno in cui è stato pubblicato come lato A del singolo Le Lac Majeur/Shami-sha.

## Il brano

### Scrittura e composizione
La musica è stata composta da Mort Shuman, mentre il testo è stato scritto dal poeta francese Étienne Roda-Gil.
La canzone parla di Michail Bakunin, che avrebbe acceso fuochi d'artificio il 13 luglio del 1874 in onore di sua moglie a Minusio, di fronte al Lago Maggiore (Lac Majeur in francese). La regola di apertura parla di neve, che significa l'asse corrispondente.
Inizialmente il brano fu evitato dalle radio, che lo trovavano troppo lungo perché durava più di cinque minuti. Solo dopo molte richieste degli ascoltatori, le stazioni radiofoniche si trovarono costrette a trasmetterlo. La canzone è diventata un successo n°1 in Francia, proprio come nella Dutch Top 40, nella Hilversum 3 Top 30 e in un precursore dell'Ultratop 50 Singles vallona. In quello dell'Ultratop 50 Singles fiamminga, il singolo è rimasto bloccato al 7º posto.

### Cover e adattamenti
L'anno dopo, Mort Shuman ha registrato il brano in una serie di altre lingue:
- in inglese, con il titolo Western Shore (Sponda occidentale)[1];
- in italiano, con il titolo Il Lago Maggiore[1];
- in tedesco, con il titolo Lago Maggiore im Schnee (Lago Maggiore sulla neve)[1].

Queste ultime due versioni furono coverizzate: la prima, da Wess – nel suo album Wess Johnson – e, la seconda, da Vicky Léandros.
L'artista maliano Salif Keïta ha rifatto la canzone nel 1997, per il suo album Sosie.